# Marjorie Holt
Marjorie Sewell Holt (Birmingham, 17 settembre 1920 – Severna Park, 6 gennaio 2018) è stata una politica e avvocata statunitense, membro della Camera dei Rappresentanti per lo stato del Maryland dal 1973 al 1987.

## Biografia
Nata a Birmingham, la Holt crebbe a Jacksonville e si laureò in legge all'Università della Florida. Successivamente lavorò come avvocato nel Maryland.
Nel 1972 si candidò alla Camera dei Rappresentanti e venne eletta, prima donna repubblicana a rappresentare lo stato del Maryland al Congresso. Fu poi riconfermata per altri sei mandati negli anni successivi, ma nel 1986 non si candidò per la rielezione e venne succeduta dal democratico Tom McMillen.
In seguito il Presidente Reagan la nominò membro della Commissione di consiglio generale per il controllo delle armi e il disarmo e dopo ciò la Holt tornò a svolgere la professione di avvocato.
Marjorie Holt morì nel gennaio 2018 all'età di novantasette anni.